# Drimia rupicola
Drimia rupicola là một loài thực vật có hoa trong họ Măng tây. Loài này được (Trimen) Dassan. mô tả khoa học đầu tiên năm 2000.